# 布爾迪克峰

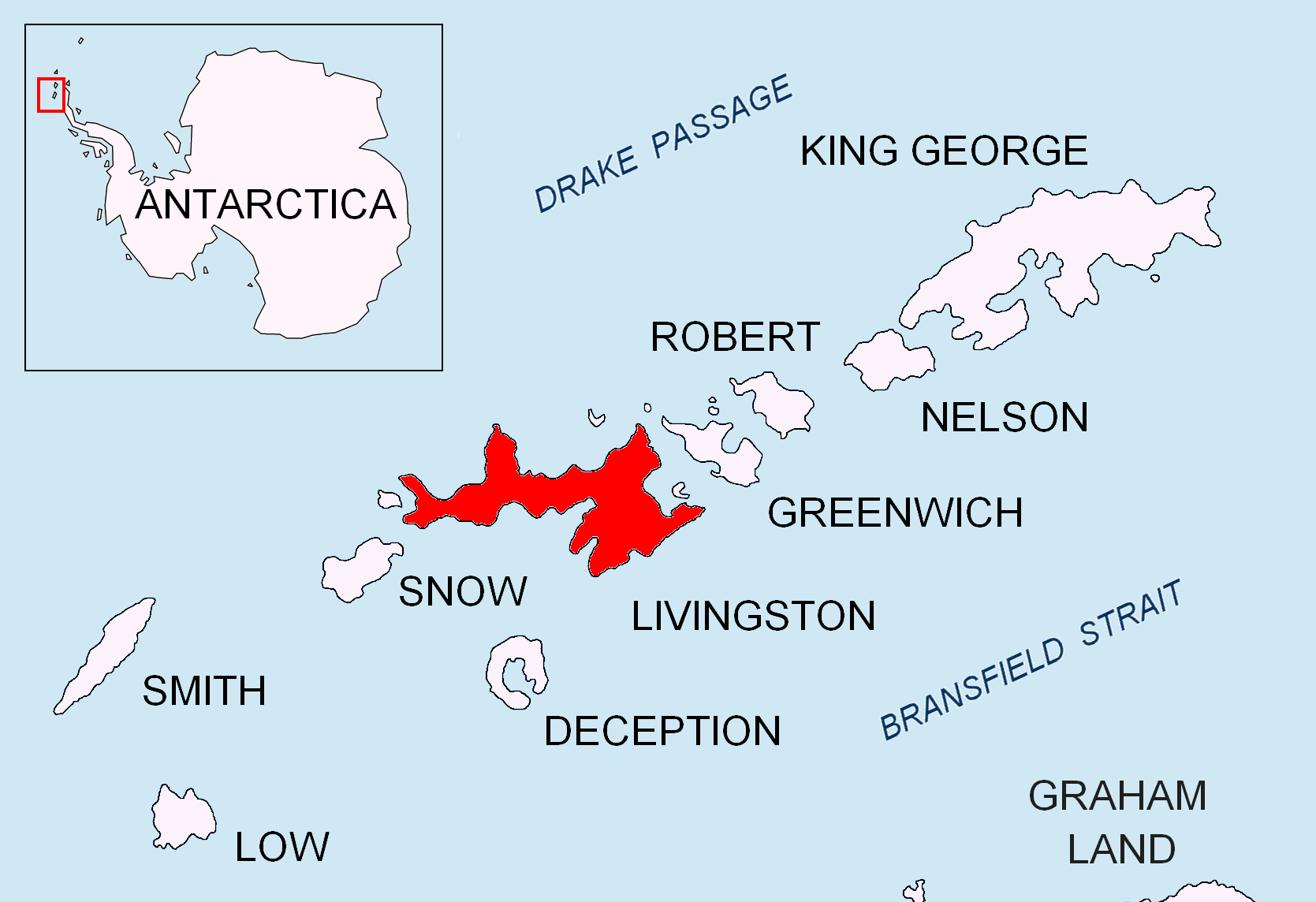

布爾迪克峰（英語：Burdick Peak）是南極洲的山峰，位於南設得蘭群島的利文斯頓島，處於鮑爾斯山西南面，海拔高度773米，現時受南極條約體系管理。
62°38′S 60°15′W / 62.633°S 60.250°W